# Argonaute (NN6)
Pour les autres navires du même nom, voir Argonaute (navire).
L'Argonaute (NN6) était un sous-marin français de la Marine nationale, navire de tête de la classe Argonaute. Il a servi pendant l'entre-deux-guerres et la Seconde Guerre mondiale, conflit durant lequel il a été coulé par la Royal Navy.

## Marine Française
L'Argonaute a servi d'école de navigation de 1939 à 1940. Au cours de son service, la Seconde Guerre mondiale a commencé avec l′ invasion de la Pologne  le 1er septembre 1939, et la France entra en guerre le 3 septembre 1939. La Bataille de France commença lorsque les forces terrestres allemandes avancèrent en France, aux Pays-Bas, Belgique et  Luxembourg le 10 mai 1940, et l'Italie déclara la guerre à la France le 10 juin 1940 et se joignit à l'invasion. La Bataille de France se termina par la défaite de la France et par l'armistice avec l'Allemagne et l'Italie, qui entra en vigueur le 25 juin 1940. Ce jour-là l'Argonaute était basé à Toulon dans le cadre de la 19e division sous-marine avec les sous-marins Galatée (Q132), Naïade (Q124) et Sirène (Q123).

## Marine de la France de Vichy
Après l'armistice de juin 1940, l'Argonaute servit dans les forces navales de Vichy. Elle fut placée sous garde dans un statut non armé et sans carburant conformément aux termes de l'armistice du 17 décembre 1940.
L'Argonaute fut réactivée en juin 1941. En décembre 1941, elle était basée à Oran en Algérie dans le cadre de la 12e division sous-marine avec le sous-marin Diane (NN4).
Le 8 novembre 1942, les forces Alliés débarquèrent en Afrique française du Nord dans le cadre de l'Opération Torch. A 02h50 ce matin-là, l'Argonaute et les sous-marins de la 5e Division sous-marine Actéon (Q149) et Fresnel (143) reçoivent l'ordre de sortir pour résister à l'invasion. L' Argonaute est parti à 03h15 se dirigeant vers l'est d'Oran, il a aperçu le porte-avions britannique HMS Furious dans l'après-midi du 8 novembre. Avant de pouvoir attaquer le Furious, le destroyer britannique HMS Achates l'a aperçu à 15h17. L'Achates ou le destroyer HMS Westcott ou les deux ont coulé l'Argonaute à 15h31 avec la perte de tout son équipage de 43 personnes. Une grande quantité de débris est arrivée au surface après le naufrage.